# ژوراولی (روسیه)
ژوراولی (به لاتین: Zhuravli) یک منطقهٔ مسکونی در روسیه است که در استان آمور واقع شده‌است.